# San Pedro (Buenos Aires)
San Pedro è una città argentina della provincia di Buenos Aires capoluogo del partido omonimo.

## Geografia
San Pedro sorge lungo la sponda destra del fiume Paraná, che qualche chilometro più a valle della città riceve il suo tributario Arrecifes. È situata a 170 km a nord-ovest di Buenos Aires e a 144 km a sud-est di Rosario.

## Storia
San Pedro fu fondata come Rincón de San Pedro Dávila de los Arrecifes il 26 agosto 1748. Due anni dopo fu avviata la costruzione di un convento di frati minori recolletti francescani. Nel corso della seconda metà del XIX secolo fu popolata da immigrati italiani e spagnoli.
Il 25 luglio 1907 fu conferito a San Pedro lo status di città.

## Monumenti e luoghi d'interesse
- Chiesa di Nostra Signora del Soccorso

## Cultura

### Gastronomia
San Pedro si fregia del titolo di "capitale argentina dell'ensaimada", un dolce tipico dell'isola di Maiorca, qui importato dagli immigrati spagnoli nel 1951.

### Istruzione

#### Musei
- Casa Museo "Fernando García Curten"
- Museo "El Sueño del Tano"
- Museo Paleontológico "Fray Manuel de Torres"

## Infrastrutture e trasporti
La principale via d'accesso alla città è l'autostrada Buenos Aires-Rosario. 

### Ferrovie
San Pedro è dotata di una stazione lungo la linea Mitre della rete ferroviaria argentina. Dal giugno 2016 la stazione San Pedro è stata riattivata per i treni in servizio lungo la tratta Retiro-Rosario Norte, mentre dal giugno 2019 per i convogli delle tratte Retiro-Córdoba e Retiro-Tucumán.

### Porti
La città è dotata di un porto sul fiume Paraná.